# Jovnevaerie sameby
Jovnevaerie sameby (sv. Offerdals sameby), är en sameby i Offerdals församling, Krokoms kommun, Jämtland och är en av Sveriges totalt 51 samebyar. En sameby är dels ett geografiskt område, dels en ekonomisk förening för renskötande samer inom området.

## Historia
Den sydsamiska befolkningen i Offerdal finns främst i orterna Frankrike, Olden och Jänsmässholmen. 
För bildandet av Offerdals lappby hölls ett "konstituerande sammanträde", ett lappbysammanträde, den 20 januari 1889 i Jänsmässholmen, varvid bland annat två så kallade ordningsmän valdes, en för Sösjö- och Oldfjell (Jon Pålsson) och en för Ansett- Stenfjell och Oldfjell (Jonas Torkelsson). Offerdals lappby omfattade således fyra före detta skattefjäll, nämligen Grubbdalsfjäll, Ansätts- och Stenfjäll, Sösjöfjäll samt Oldfjäll. Enligt "lappbyprotokollet" från 1898 fanns då endast två renskötande samer kvar i Offerdalsfjällen. Många av de tidigare renskötande samerna hade slagit sig ner som nybyggare i renbeteslandet, bland annat i Jänsmässholmen. Vid ett "lappbysammanträde" 1909 aktualiserades frågan om renskötsel på nytt inom Offerdals sameby. Detta medförde att samer från bland annat Frostvikens samebyar flyttade in i området och 1912 fanns 5 renskötande samer i området.
Jovnevaerie sameby var tidigare en stor sameby som täckte ett stort område. År 1910 började man diskutera om samebyn skulle delas, bland annat på grund av den planerade nyindelningen av samebyarna i Jämtlands län. Delningen skedde år 1915. För Offerdals del skapades två nya samebyar, Offerdals västra respektive Offerdals östra sameby. 
Offerdals västra sameby kallades först Kalls östra sameby, men dess namn blev senare Sösjö sameby och därefter Njaarke sameby. Offerdals västra sameby omfattade Sösjöfjällen och den del av Oldfjällen som låg väster om Överoldån, Överoldsjön, Korsvattsån, Korsvattnet, Skuolkenjaure, Klåmkenjaure, Klåmkbäcken, Stor-Mjölkvattnet, Burvattsälven och Stor-Burvattnet. Till samebyn hörde vidare de delar av de inköpta hemmanen Björkede och Sösjö, som låg på norra sidan av Holderströmmen och sjöarna Torrön och Holdern, samt Frankrike och skattejordlägenheten Kvarnbacken. Offerdals östra sameby kallades först Offerdals sameby, numera Jovnevaerie sameby. Denna sameby kom att omfatta Grubbdalsfjällen, Stenfjällen, Ansätten och den del av Oldfjällen som låg öster om Offerdals västra samebys östgräns, samt de inköpta hemmanen Ansätten och Juthatten.

## Offerdals sameförening
Offerdals sameförening bildades 1918, samma år som det första samiska landsmötet i Sverige hölls i Östersund. I dag ingår Offerdals sameförening i Frostviken-Hotagens sameförening. Av de tre sammanslagna föreningarna i den är Offerdals sameförening den äldsta.

## Att läsa vidare
- Ewa Ljungdahl: Kalls, Njaaarke, och Jouvnevaerie samebyar, historia, kulturmiljöer och turism, Gaaltijes 2012